# José Luis Olivas
José Luis Olivas Martínez (Motilla del Palancar, 13 de outubro de 1952), é um político espanhol. Foi Presidente da Comunidade Valenciana de 2002 a 2003.